# غزنرة خضراء الأزهار
غزنرة خضراء الأزهار (الاسم العلمي:Gesneria viridiflora) هي نوع من النباتات تتبع جنس الغزنرة من الفصيلة الغزنرية.